# Domlean, Plovdiv
Domlean (în bulgară Домлян) este un sat în comuna Karlovo, regiunea Plovdiv,  Bulgaria. 

## Demografie
Componența etnică a satului Domlean
     Romi (3,2%)
     Bulgari (95,3%)
     Nicio identificare (1,48%)
     Altele (0%)
La recensământul din 2011, populația satului Domlean era de 405 locuitori. Din punct de vedere etnic, majoritatea locuitorilor (95,3%) erau bulgari, cu o minoritate de romi (3,2%). Pentru 1,48% din locuitori nu este cunoscută apartenența etnică.